# Martin, sexe faible
Martin, sexe faible est une web-série française réalisée par Juliette Tresanini et Paul Lapierre, produite et diffusée par France Télévisions depuis 2015. Le héros, Martin, vit dans un monde où le rapport entre hommes et femmes est inversé et dans lequel les hommes sont victimes de stéréotypes et de discrimination au quotidien.
Ses trois premières saisons sont produites et diffusées par Studio 4, et la suivante est diffusée par France.tv Slash.

## Synopsis
Martin est un trentenaire, qui évolue dans une société où ce sont les femmes qui ont le pouvoir et où il fait face à la misandrie ambiante.

## Thématique
Le personnage évolue dans différentes situations, comme un entretien d'embauche,, la rue, au travail, chez l'andrologue ou lors de la « journée des droits de l'homme ». Lors de l'entretien d'embauche, mené par une femme, les questions posées à Martin et les allusions qui lui sont faites relèvent de la vie privée, sont intimes voire graveleuses, et mènent ainsi à des remarques sexistes,,. Au travail, sa patronne et ses collègues se permettent des remarques déplacées sur son physique et ses capacités.
Parmi les thématiques abordées figurent le harcèlement, dont le harcèlement de rue, la discrimination, la pression à la « paternité », les remarques sexistes, situations auxquelles Martin est habitué.
En inversant les rôles entre hommes et femmes par rapport à la réalité et en plaçant les hommes à la place des femmes, Martin, sexe faible a pour but de mettre en évidence le sexisme ordinaire que les femmes subissent, à travers le harcèlement, les discriminations et les inégalités.
Chaque épisode adopte un temps court d'environ deux ou trois minutes.

## Fiche technique
- Titre original : Martin, sexe faible
- Réalisation : Juliette Tresanini, Paul Lapierre et Antoine Piwnik
- Sociétés de production : France Télévisions Nouvelles écritures, My Fantasy et 2P2L
- Pays d'origine :  France
- Langue originale : français
- Genre : comédie
- Durée : 3 minutes
- Première diffusion : 2015

## Distribution

### Principal
- Paul Lapierre : Martin Clerc
- Juliette Tresanini : Julie / Marion

### Réccurent
- Géraldine Martineau : La boss
- Audrey Pirault : Laurence / amie de Julie
- Marjorie Le Noan :
- Delphine Théodore : Delphine, collègue (S1, S3, S4)
- Jordi Le Bolloc'h : Charles (S1, S2, S4)
- Justine Le Pottier : L'andrologue / amie de Julie (S1, S3)
- Marion Seclin : Delphine (S1, S2, S4)
- Éléonore Costes :  (S1, S3, S4)
- Maud Bettina Marie : amie de Julie (S1, S2, S3)
- Christophe Thouraud : père de Martin (S2, S4)
- Niseema Theillaud : mère de Martin (S2, S4)
- Pascale Liévyn : mère de Julie (S2, S3)
- Sébastien Frit : Tony, amant de la mère de Julie (S2, S3)
- Sandrine Atamaniuk :  (S3, S4)
- Slimane Majdi : Karim (S3, S4)

### Ponctuel
- Martin Darondeau : L'infirmier (1x07)
- Nad Rich' Hard :  (S1)
- Anna Mihalcea :  (S1)
- Aude Gogny-Goubert : Cousine Béa (S1)
- Alisa Kartashova : (S1)
- Valérie Vogt : Sylvie Murger (S2-)
- Sophie Garric : (S2-)
- Natoo : Nathalie Dreux (S2)
- Jérémy Nadeau : Kévin, collègue (S3)
- Farid Zerzour :  (S3)
- Jérémie Déthelot :  (S3)
- Valentin Du Peuty :  (S3)
- Nicolas Berno :  (S3)
- Joffrey Platel :  (S3)
- Raphaël Liot :  (S3)
- Pierre Benoist :  (S3)
- Grégoire Matzneff :  (S3)
- Coralie Clouché-Lasquet :  (S3)
- Aurélien Le Nadan :  (S3)
- Slimane-Baptiste Berhoun :Kévin (S4)
- Sabine Crossen :  (S4)
- Swan Périssé :  (S4)
- Victor Marie :  (S4)
- Lola Dubini :  (S4)
- Keyvan Khojandi :  (S4)
- Leticia Belliccini :  (S4)
- Severine Carreau :  (S4)
- Juliette Morehead :  (S4)
- Mokhtaria Badaoui :  (S4)
- Léa Tellier :  (S4)
- Christophe Delsart :  (S4)
- Antoine Mournès :  (S4)
- Chloé Angevin :  (S4)
- Noémie de Lattre : Clémence, animatrice radio (S4)
- Sophie-Marie Larrouy : Élodie, chroniqueuse radio (S4)
- Ariane Mourier : Séléna Dulac, auteure (S4)
- Héloïse Cardon : fille de Karim et Laurence (S4)
- César Launay : fils de Karim et Laurence (S4)

## Épisodes

### Saison 1
À noter que les 4 premiers épisodes ci-dessous ne figurent pas sur le site officiel de la série (Francetv), alors qu'ils figurent bien sur la chaîne youtube de Francetv.
1. Harcèlement
2. Entretien d'embauche
3. L'Assistant
4. Beau en Maillot
5. L'Andrologue
6. L'Allumeur
7. La Paternité
8. Dîner arrangé
9. Meetnic
10. Jogging
11. Journée de l'homme
12. Le Baiser

### Saison 2
1. Débriefing
2. Joyeux anniversaire !
3. Harcèlement textuel
4. L'Interview
5. Où sont les hommes ?
6. Baby sitting
7. Puma
8. Haters
9. Porno
10. Convocation

### Saison 3
1. L'Andrologue 2
2. La Promotion
3. La Chronique
4. La Charge mentale
5. Le Relooking
6. Le Groupe de parole
7. Les Poils
8. L'Augmentation
9. Michto
10. Même pas honte

### Saison 4
1. Place aux hommes
2. Desintox
3. De père en fils
4. Main courante
5. La peur change de camp
6. Mise au point
7. Slutshaming
8. Contraception
9. Radio Déesses
10. Petit à petit